# Gerard van Groesbeeck
Gerard van Groesbeeck (ur. w 1517 w Hasselt, zm. 23 albo 28 grudnia 1580 w Liège) – niderlandzki kardynał.

## Życiorys
Urodził się w 1517 roku w Hasselt. Był kanonikiem i dziekanem kapituły w Saint-Lambert. 5 czerwca 1564 roku został wybrany biskupem Liège, a 20 maja 1565 roku przyjął sakrę. 21 lutego 1578 roku został kreowany kardynałem prezbiterem, jednak nigdy nie otrzymał kościoła tytularnego. Zmarł 23 albo 28 grudnia 1580 roku w Liège.